# PET
|  | Per a altres significats, vegeu «Pet». |

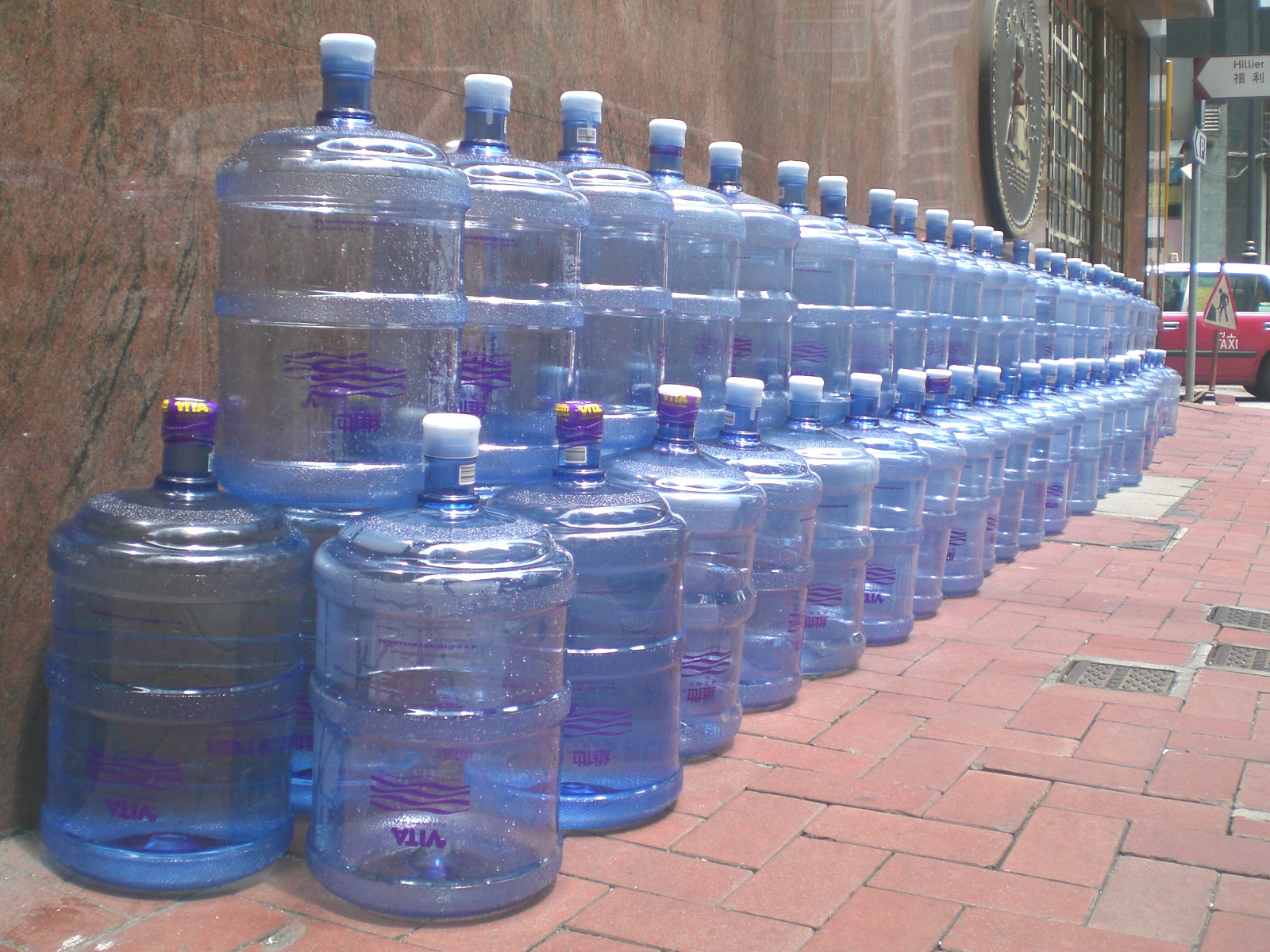
Envasos de PET

El politereftalat d'etilè, polietilentereftalat, polietilè tereftalat o PET és un tipus de polímer termoplàstic, o vulgarment una mena de plàstic, que s'obté per síntesi a partir del petroli. És un material reciclable però no biodegradable.
Aquest polímer termoplàstic lineal opac o transparent, segons quina sigui l'ordenació de les molècules que el formen, és molt resistent, lleuger, innocu i té amb un alt grau de cristal·linitat. Pertany al grup de materials sintètics denominats polièsters.

## Història
Va ser produït per primera vegada el 1941 pels britànics Whinfield i Dickson, que el van patentar com a polímer per a la fabricació de fibres tèxtils. Cal recordar que el seu país estava en plena guerra i hi havia una urgent necessitat de buscar substituts per al cotó provinent d'Egipte.
A partir de 1946 es va començar a utilitzar industrialment com a fibra i el seu ús tèxtil ha prosseguit fins ara. El 1952 es va començar a emprar en forma de pel·lícula per envasar aliments; i per a envasos rígids, a partir de 1976. Va poder obrir-se camí gràcies a la seva particular aptitud per a la fabricació d'ampolles per begudes poc sensibles a l'oxigen, com ara l'aigua mineral i els refrescos carbonatats. Des de principis dels anys 2000 s'utilitza també per l'envasat de cervesa.

## Propietats
Les propietats físiques del PET i la seva capacitat per complir diverses especificacions tècniques han estat les raons per les quals el material hagi arribat a un desenvolupament rellevant en la producció de fibres tèxtils i en la producció d'una gran diversitat d'envasos, especialment en la producció d'ampolles, safates, fleixos i làmines.
Presenta com a característiques més rellevants l'alta transparència, encara que admet càrregues de colorants; una alta resistència al desgast i corrosió; molt bon coeficient de lliscament; bona resistència química i tèrmica; molt bona barrera al diòxid de carboni, acceptable barrera a l'oxigen i a l'humitat; la compatibilitat amb altres materials barrera que milloren en conjunt la qualitat barrera dels envasos i, per tant, permeten el seu ús en mercats específics; la reciclabilitat; que la seva viscositat tendeix a disminuir amb la història tèrmica; resistència als raigs ultraviolats (UV) i que està aprovat per al seu ús en productes que hagin d'estar en contacte amb productes alimentaris.

## Obtenció
El PET és un polímer que s'obté mitjançant una reacció de policondensació entre l'àcid tereftàlic i l'etilenglicol, que són substàncies de baixa massa molecular que provenen del petroli.
Com tots els termoplàstics, pot ser processat mitjançant extrusió, injecció, injecció i bufat, bufat de preforma i termoconformat. S'usa transparent: per evitar el creixement excessiu de les esferulites i lamel·les de vidres, aquest material ha de ser ràpidament refredat, amb la qual cosa s'aconsegueix una major transparència. En refredar ràpid els cristalls no arriben a desenvolupar-se completament i la seua mida no interfereix amb la trajectòria de la longitud d'ona de la llum visible.

## Avantatges
Com alguns dels aspectes positius que trobem per a l'ús d'aquest material, principalment emprat en envasos, podem destacar que actua com a barrera per als gasos, com el CO₂, la humitat i l'O₂. És transparent i cristal·lí, encara que admet alguns colorants. És químicament força inert, lleuger i impermeable.
No és gaire tòxic (si bé tots els plàstics tenen cert grau de toxicitat) i és apte per estar en contacte amb productes alimentaris.
És resistent a esforços permanents i al desgast. Presenta alta rigidesa, duresa i resistència química. Té bones propietats tèrmiques, i una gran indeformabilitat a la calor. És totalment reciclable. La seva superfície és envernissable. Presenta estabilitat a la intempèrie, alta resistència al plegat i baixa absorció d'humitat.

## Reciclatge

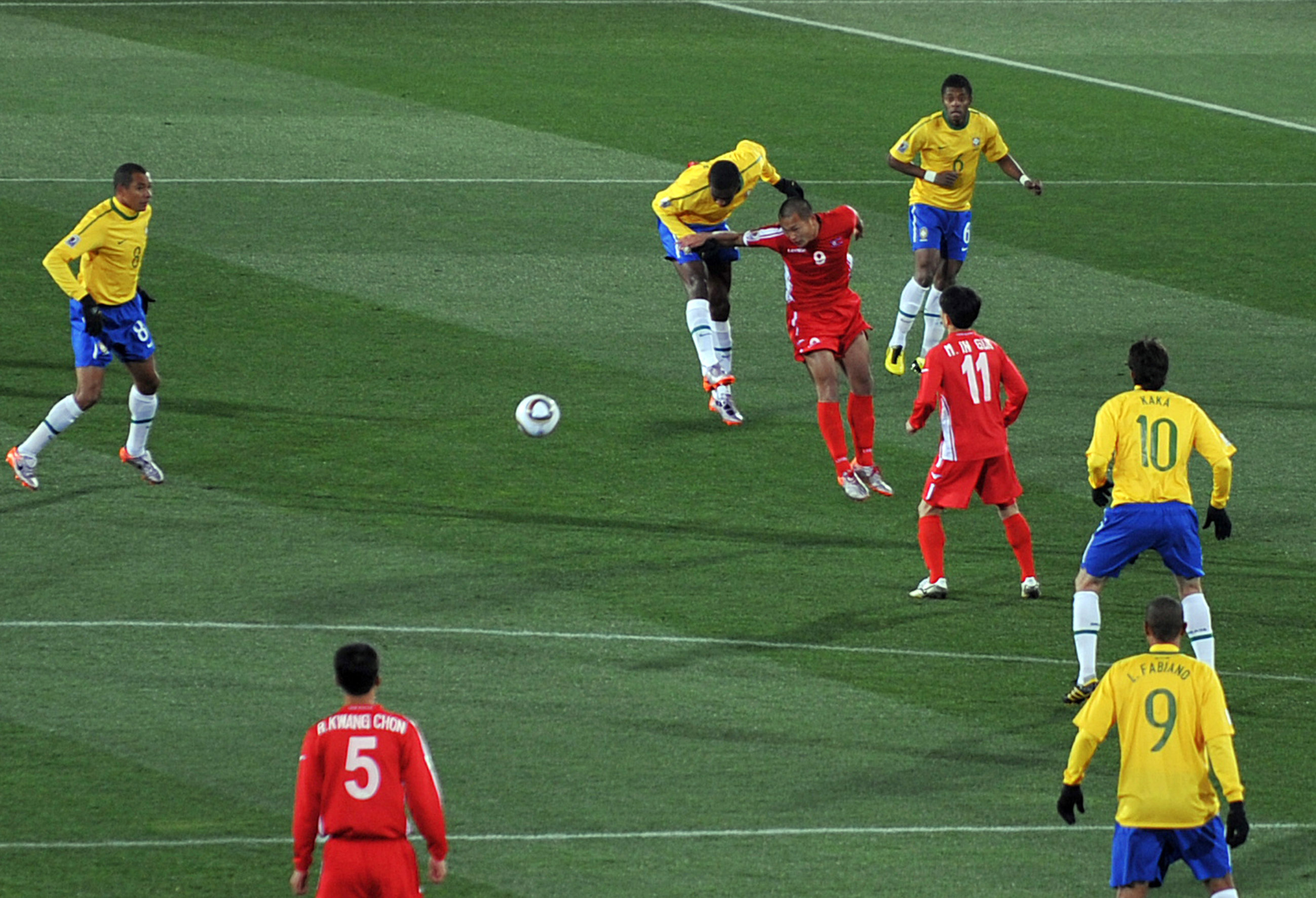
Els jugadors de la selecció brasilera (de groc i blau) porten samarretes fetes amb PET reciclat

Per a poder reciclar el PET primer cal recollir-lo. Alguns productes de PET són separats i enviats directament per les indústries. A nivell domèstic cal que els envasos d'aquest material siguin llençats al contenidor groc de les escombraries (de "plàstic", a Espanya, o d'"envasos", a França) perquè les plantes de triatge els separin dels altres materials inorgànics. En realitat el que solen separar és el PET transparent, mentre que el PET amb colorants (de color verd, blau, etc.) sovint és embalat amb altres plàstics barrejats que, ben compactats, solen acabar en un abocador.
A Catalunya existeix per exemple l'empresa Reciclatges Plàstics Català, que pertany a Recuperaciones de Plásticos de Barcelona i està especialitzada en reciclatge del PET. Entre les seves activitats compta amb el projecte d'una planta de reciclatge a Perpinyà que els primers anys tractarà 5.000 tones anuals d'aquest material. A les plantes de reciclatge es renten els envasos, se n'extreuen les etiquetes de paper i altres materials i el PET net que queda es tritura i s'escalfa fins que es fon, per a obtenir un líquid viscós amb el qual es fa fil de polièster. El fil es pot tenyir de qualsevol color i es pot teixir de diferents maneres per a obtenir teixits (robes) amb diferents característiques i aparença.
Els teixits de PET reciclat s'usen sobretot per a roba i material esportius i de muntanya. Per exemple, al mundial de futbol de 2010, els equips de les seleccions de Brasil, Països Baixos, Portugal, Selecció de futbol dels Estats Units, Corea del Sud, Austràlia, Nova Zelanda, Sèrbia i Eslovàquia portaven samarretes fetes amb ampolles de PET reciclades; i sembla que l'equipament del Barça també, en un futur.